# Abies squamata
Abies squamata, el abeto escamoso de la China, es una especie de conífera perteneciente a la familia Pinaceae. Son endémicas de China.

## Descripción
Son árboles que alcanzan los 40 metros de altura y 100 cm de diámetro su tronco. Las hojas son lineales de color verde oscuro de 1.5–3 cm de longitud y 2 mm de ancho. Tiene piñas subsésiles, erectas, cilíndricas y de color negro o violeta-marrón de 5–8 cm de longitud y 2.5-3.5 cm de ancho.

## Taxonomía
Abies squamata fue descrita por Maxwell Tylden Masters y publicado en The Gardeners' Chronicle, ser. 3 39: 299, f. 121. 1906.
Etimología
Abies: nombre genérico que viene del nombre latino de Abies alba.
squamata: epíteto latino que significa "escamoso".
=